# Antoinette (trois-mâts goélette)
Pour les articles homonymes, voir Antoinette.
L'Antoinette est un trois-mâts goélette construit en 1902-1903 à Nantes (ce fut le dernier trois-mâts de commerce lancé en France) et qui s'échoua le 6 janvier 1912 sur la grève de Tréguennec. 

## Histoire

### Sa construction et son lancement
Ce voilier fut construit à Nantes et lancé le 28 novembre 1902 par la Compagnie Française de Navigation et Constructions Navales & Anciens Établissements Sâtre Réunis et racheté par l' Armement Ch. Simon & L. Duteil de Nantes. Il fut baptisé Antoinette en honneur de la femme du directeur du chantier naval dont c'était le prénom. 
Comme en 1902 le gouvernement français décida de cesser de subventionner ce type de navires, déjà très concurrencé par la marine à moteur (en 1850 50 % du transport maritime se faisait à la voile, mais le pourcentage n’était plus que de 10 % vers 1900), ce fut le dernier trois-mâts de commerce lancé en France. Long de 59,79 mètres, avec une coque doublée en acier, il était mû par un ensemble de 17 voiles ; il jaugeait 793 tonneaux de jauge brute et avait, en pleine charge, un tirant d'eau de 4,35 mètres.

### Les voyages de l'Antoinette
Ses cinq voyages l'ayant mené à travers l'Atlantique, le Cap de Bonne Espérance, l'Océan Indien, faisant escale notamment à Greenock, Le Cap, Cayenne, Buenos Aires, New York, Londres, etc.. pour livrer du sucre, du sel, du pétrole en caisse, du riz…
On a retrouvé dans une malle la correspondance (500 lettres et documents divers) de ses capitaines successifs, qui ont été utilisés par Maurice Trépos dans son livre Les cinq voyages de l'Antoinette.

### Son échouage

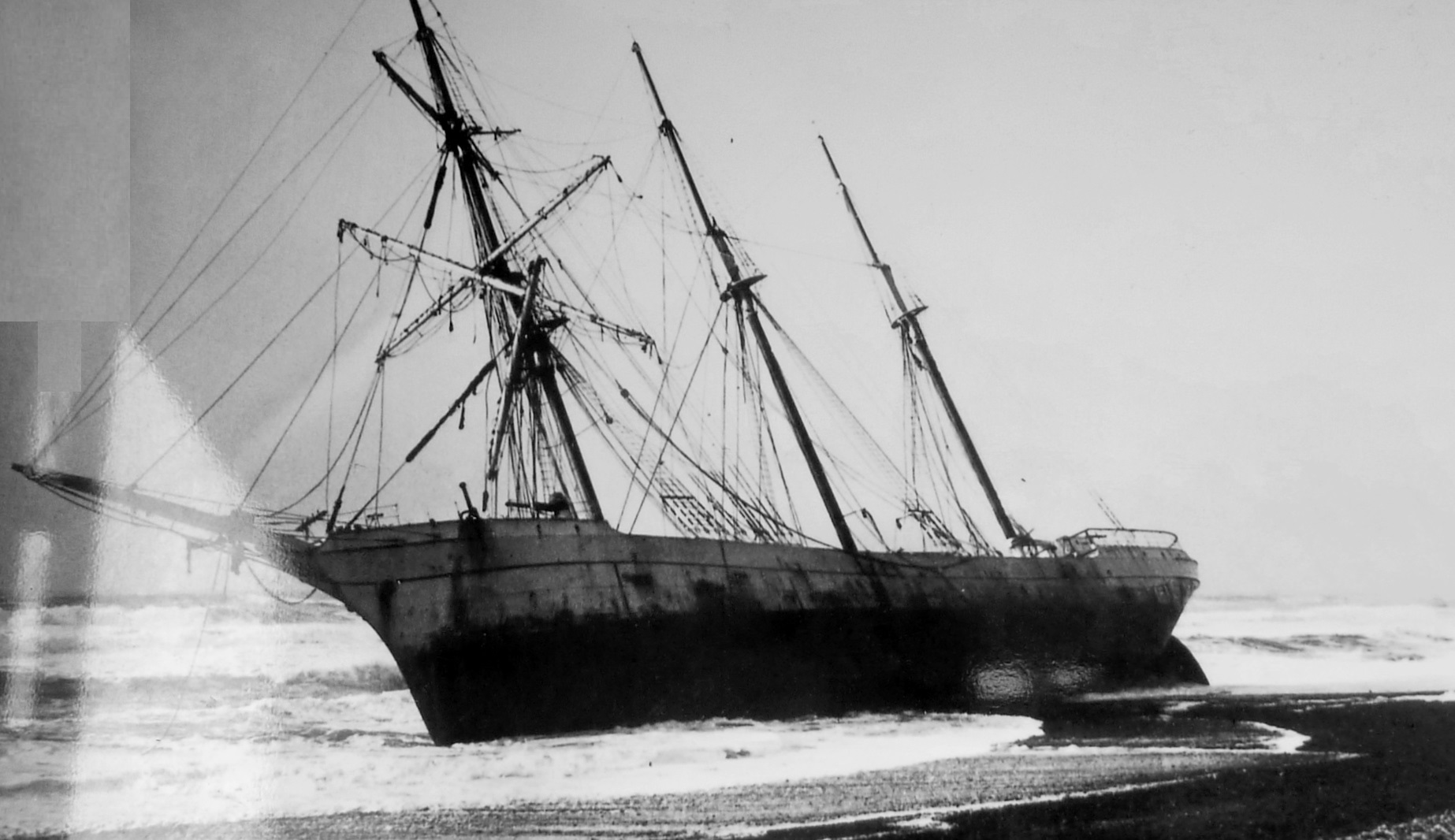
L' Antoinette échouée sur la plage de Tréguennec (6 janvier 1912).

Parti de Saint-Nazaire à destination d'Ipswich pour y charger de l'engrais et remorqué (c'était le cas des grands voiliers de commerce à l'époque) par le Warrior, un remorqueur appartenant à la compagnie anglaise Elliott Tug Co Ltd, le convoi se retrouve en difficulté au large de la Pointe de Penmarc'h en raison d'une forte tempête le matin du 6 janvier 1912.
À la demande du Warrior, l' Antoinette tente vainement de mettre ses focs et voiles d'étai pour naviguer seul, mais la manœuvre échoue. Abandonné par le remorqueur, l' Antoinette dérive et talonne violemment peu après 15 heures à proximité de la grève de Tréguennec, mais continue à dériver ; d'importantes voies d'eau se forment aussitôt et l'équipage de 14 hommes doit se réfugier dans les haubans.
Les trois canots de sauvetage à rames de Penmarc'h (de Saint-Pierre, de Kérity et de Saint-Guénolé tentent, tirés par des chevaux, de se porter à son secours, mais la tempête les empêche de mettre leurs bateaux à l'eau.
Un va-et-vient (un système de cordages reliant l'épave à la terre ferme) est toutefois établi grâce à un canon lance-amarre, ce qui permet aux sauveteurs, dans l'eau jusqu'à la ceinture et de nuit, d'évacuer l'équipage. 
L' Antoinette se brise en deux le 11 janvier 1912 et les assureurs concluent un contrat avec un acquéreur de Pont-l'Abbé afin que l'épave soit démolie, ce qui est achevé en mars 1913.

## Livres
- Roland Chatain,  Tempêtes et Naufrages en Pays bigouden.
- Maurice Trépos, Les cinq voyages de l'Antoinette, éditions Locus Solus, 2015,  (ISBN 978-2368330685).